# Нуристанцы
Нуристанцы (перс. ‎и пушту نورستانی‎ «житель Страны Света»), бывш. кафи́ры (перс. ‎и пушту کافر‎ «неверный») — группа родственных племён, населяющих прежде всего провинцию Нуристан на северо-востоке Афганистана, часть живёт также в провинции Кунар и в о́круге Читрал в Пакистане. Область расселения представляет собой труднодоступные долины южного склона Гиндукуша в верховьях рек Алинагар, Печ и др. Численность нуристанских племён составляет около 120 тыс. чел. Говорят на нуристанских языках, которые входят в индоиранские языки.
Нуристанцы известны прежде всего тем, что до конца XIX в. не подчинялись равнинным мусульманам и сохраняли традиционную политеистическую религию (см. Гиндукушская религия).

## История
Особое положение нуристанских языков в арийской ветви индоевропейской семьи языков предполагает раннюю изоляцию языковых предков нуристанцев от остальных индоиранцев. Предполагается, что предки нуристанцев были первыми индоевропейцами, населившими регион к югу от Гиндукуша и в дальнейшем они всё дальше оттеснялись в горы носителями индоиранских языков, где на их этногенез большое субстратное влияние оказало местное неиндоевропейское население.
Некоторые исследователи связывают предков кафиров-нуристанцев с древними камбоджами (санскр. kamboja-) — народом в горах Гиндукуша, ориентируясь на нуристанский этноним k’om/kāmozi. Предполагается также, что название «кафиры» связано с исторической областью Капища (санскр. Kapiśa-, др.кит. Ki-pin, др.греч. Kapisenē), название которой отражено в имени современной афганской провинции Каписа. Преобразованный в *Kapir, этот этнотопоним был в дальнейшем переосмыслен мусульманами как кафир, что только подкреплялось неприятием горцами ислама.
Давление на горцев-язычников с распространением в долине притоков Инда ислама, особенно после образования империи Махмуда Газневи, только возросло. В результате подобного вытеснения кафиров позже, в XV в., часть народа калаша продвинулась в Читрал, где положила начало калашской народности, ассимилированной в языковом плане дардоязычными аборигенами.
Из-за традиционных чёрных одежд кафиров Гиндукуша мусульмане называли «сияпушами» (перс. سیاپوش‎ «покрытый чёрным»), легенды о которых до сих пор бытуют в Памиро-Гиндукушском регионе. Впервые сияпуши упоминаются в биографиях Тимура (кон. XIV в.). Кафиры отвечали на давление и попытки насильственного обращения в ислам грабительскими набегами в нижележащие земли, и к их святыням мусульманам не было доступа.
В конце XIX в. после проведения линии Дюранда Кафиристан оказался в афганской сфере влияния, и афганский эмир Абдур-Рахман решил окончательно покорить языческих горцев. В 1895 году он предпринял смелый зимний поход на Кафиристан, до этого считавшийся недоступными зимой вследствие глубокого снежного покрова на перевалах. С этого события начинается окончательная исламизация Кафристана, переименованного после успешного завоевания мусульманами в «Нуристан» (перс. نورستان‎ «страна света»). Небольшая группа кафиров-кати, бежавшая от исламизации в британский Читрал, недолго сохраняла веру и к 1930-м гг. тоже была постепенно обращена в ислам. В новейшее время в Афганистане нуристанцы оказались включены в межплеменную борьбу за власть и гражданские войны и стали довольно ревностными последователями суннитского ислама.
Около 1990 года афганским правительством была выделена и к 2002 году формализована особая провинция Нуристан, территория которой раньше была поделена между провинциями Лагман и Кунар. Нуристанцы частично избавились от засилия пуштунской бюрократии, пренебрежительно относившейся к новообращённым мусульманам и получили значительное влияние на своей земле.

## Племена
У нуристанцев традиционно существуют группы селений, называемые в литературе «племенами». Однако, в отличие от пуштунских племён, эти группировки не отличаются чётким самосознанием и представляют собой географические объединения разных патрилинейных кланов (родов). Эти объединения охватывают речную долину или её часть. Большинство из нуристанских языков охватывает несколько таких микрорегионов, разделяясь на соответствующие диалекты:

### Языкпрасун(васи-вари)
- Васи (vās’i) — 6 селений в долине реки Васи-гул (пушту prāsun‎, перс. pārun‎, от имени главного селения Пронс/Парун). Язык отличается большей архаичностью и противостоит всем остальным нуристанским языкам. В языческие времена парунцы-васи считались другими нуристанцами с одной стороны «непрестижным народом» вследствие невоинственности и миролюбия, с другой — почитались хранителями общенуристанских святынь и религиозными лидерами. С водворением ислама народ васи прекрасно справляется и с ролью исламского религиозного лидера региона.

### Языккати(камката-вири)
- Ката (kāt’a, также kāntozi, kātir) — наиболее широко распространённая группа нуристанцев, распространившаяся в результате миграций в историческое время на несколько долин. Западная и восточная область расселения ката разделены ареалом васи.
  - Западные ката
    - долина Ктиви (Кантиво) — 3 селения
    - долина Рамгэл — 21 селение
    - долина Кулем — 3 селения

  - Восточные ката
    - верхняя часть долины Ландаи (Башгал) — 13 селений
    - Читрал — 3 селения
- Ком (kom, также kāmozi)
  - нижняя часть долины Ландаи — 10 селений
  - долина Кунара — 8 селений
- Мумо (mumo) — 3 селения в средней части долины Ландаи
- Дунгул/Кшто (duŋul/kṣt’o) — 3 селения в долине Дунгул
- Джаши (jāš'i)
  - нижняя часть долины Ландаи — 1 селение
  - южный Читрал — 2 селения

### Языкашкун
- Собственно Ашкун (āṣku˜)
  - Базаи-гал — 3 селения
  - Масе-гал — 10 селений
  - Титин — 6 селений
- Сану (sāma, пушту wāmā‎, в долине р. Печ) — 6 селений
- Грамсана (grāmsaṇā, пушту ačanu‎, в долине р. Печ) — 2 селения

### Языквайгали(калаша-ала)
Самоназвание — kalaṣa
- Ваи (väi)
  - долина Вайгал — 4 селения (Вайгал, Амешдеш, Джамач, Жёнчигал)
  - верхний Кунар — 3 селения (Велигал, Цюки, Марет)
  - нижний Парун — 1 селения (Четрас)
  - верхний Печ — 2 селения (Кюшт, Бюни)
- Чима-нишеи (čima-nišei) — 6 селений (Нишейграм, Чаригал, Шинагал, Мюлдеш, Кегал, Акун)
- Ва(н)та (vā˜t) — 1 селения (Вант)
- Замиа (zamiā) — 1 селение (диалект земиаки) (Замия)

### Языктрегами
Долина Трегами (tregāmi) — 3 селения (Катар, Гамбир, Девоз)

## Традиционная культура
Политеистическая религия и традиции нуристанцев уходят корнями в культуру древних ариев, трансформированную под влиянием местного субстрата.
Традиционное хозяйство нуристанцев основывается на строгом разделении труда: разведением скота (коровы, козы) занимаются мужчины, земледелием (пшеница, ячмень, а с Нового Времени кукуруза) — женщины. Важную роль также играли такие мужские занятия как охота, виноградарство и изготовление вина. В языческие времена Кафиристан славился ремесленной продукцией, распространявшейся по Гиндукушу и Памиру, при этом ремесленники составляли особое, полурабское сословие, лишённое большинства ритуальных и социальных прав.
Важную роль у всех кафиров (кроме прасунцев) играла война: грабительские набеги небольшими группами прежде всего на нижележащие селения мусульман. (Напротив, отношения с исмаилитами за основным хребтом Гиндукуша носили в основном мирный характер). Военные подвиги (количество награбленного и число убитых врагов) повышали «ранг» совершившего и давали ему дополнительные права в общине и в совершении ритуалов. Другим путём увеличения общественного почёта было устройство «праздника заслуг» — ритуальных пиршеств для всей общины.
Агнатические группы объединялись в селения (grom, ср. ведич. grāma-), в свою очередь составлявшие гуры (gur, ср. ведич. gotra-), возглавлявшиеся советом (uro) влиятельных представителей родов (имелись титулы «джешt» и «мир»). Все кафирские племена, несмотря на периоды взаимной вражды, объединялись в религиозный союз почитателей бога Имры/Мары (кати Imrā, прасун Mārā < арийск. *Yama rājan- «Яма царь»), главное святилище которого располагалось в долине Прасун/Парун. Имелись также официальные жрецы uta.
Если ещё в начале XX в. европейские этнографы собирали мифы и сказания о кафирских богах, то с уходом поколений, помнивших языческие времена, ислам прочно вошёл в жизнь нуристанцев, и элементы гиндукушской религии остаются только в виде отдельных пережитков.

## Известные нуристанцы
- Шурмач, Мохаммад Акбар[6] — министр по делам национальностей Афганистана (1987—1989).